# Eriosema sacleuxii

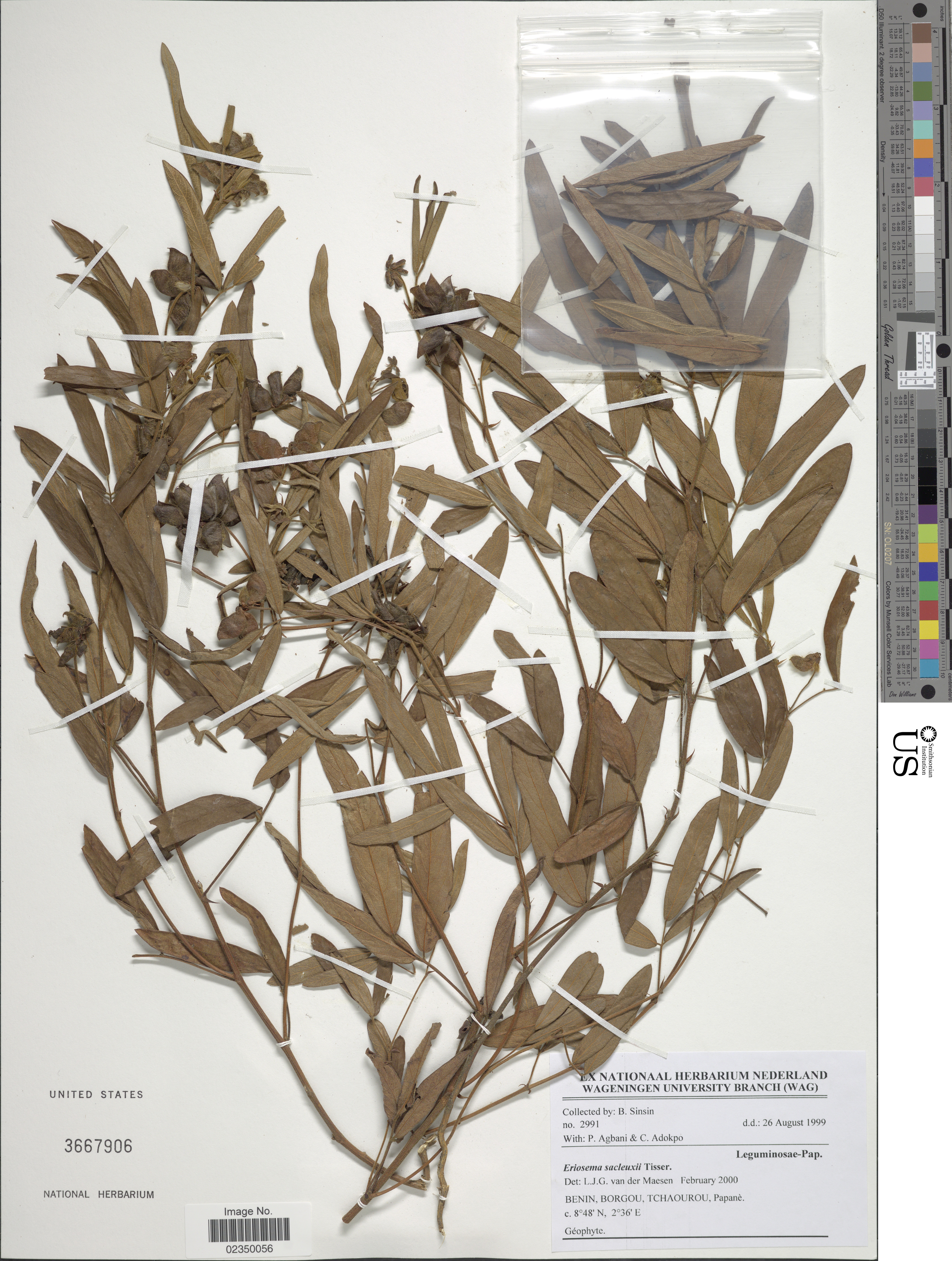

Eriosema sacleuxii är en ärtväxtart som beskrevs av Tisser. Eriosema sacleuxii ingår i släktet Eriosema och familjen ärtväxter. Inga underarter finns listade i Catalogue of Life.